# Ömerli
Ej att förväxla med Ömerli i grannprovinsen Mardin.
Ömerli (kurdiska: Amara) är en by i distriktet Halfeti i provinsen Şanlıurfa i sydöstra Turkiet. Folkmängden uppgick till 570 invånare i slutet av 2011. Byn är känd bland kurder för att Abdullah Öcalan, ledaren för PKK föddes där den 4 april 1949.